# Daniel Drăgan
Daniel Drăgan (n. 20 decembrie 1935, Glodeni, județul Dâmbovița - d.25 martie 2016, Brașov) a fost un dramaturg, memorialist, nuvelist, poet, publicist și scriitor român.

## Biografie
Daniel Drăgan a debutat ca poet în 1953. Opera sa cuprinde 25 de romane, volume de povestiri, teatru, eseuri, memorialistică.
A absolvit Școala de Literatură și Critică Literară Mihail Eminescu a Uniunii Scriitorilor (1955) și Facultatea de ziaristică din București (1977).
A inițiat și a condus revistele ASTRA (1966-1968 și 1980-1990), Brașovul literar și artistic (serie nouă – 1978-1982) și Coresi(1990-1993. A înființat și a condus Editura Arania (1991-2008) și Fundația Culturală Arania (din 1996). Membru al Uniunii Scriitorilor. A fost președinte al Societății Patronilor de Edituri din România, două legislaturi (1994-1996). A fost distins de trei ori cu premiul pentru proză al Uniunii Scriitorilor din România, filiala Brașov (1984, 2002, 2004), și cu Premiul Opera Omnia al Uniunii Scriitorilor, filiala Brașov, în 2006. Membru al Uniunii Scriitorilor; Membru al Societății Scriitorilor Târgovișteni; Membru al Asociațiunii Transilvane pentru Literatura Română și Cultura Poporului Român (ASTRA).

## Operă

### Romane
- 1977 - Doi ori doi, București, Editura Cartea Românească
- 1979 - Oceanul, București, Editura Cartea Românească
- 1982 - Podul, București, Editura Cartea Românească
- 1983 - Ursa Mică, Cluj-Napoca, Editura Dacia
- 1985 - Ursa Mare, Cluj-Napoca, Editura Dacia
- 1987 - Tare ca piatra, București, Editura Cartea Românească
- 1989 - Presimțirile, București, Editura Cartea Românească
- 1999 - Stăpânii lumii, Brașov, Editura Arania
- 2002 - Părintele Thom, Brașov, Editura Arania
- 2004 - Caravana, Brașov, Editura Arania
- 2005 - Ciuma boilor, Brașov, Editura Arania
- 2006 - Diavolul, aproapele nostru, Brașov, Editura Arania
- 2008 - Umbra Marelui Protector, București, Editura Minerva
- 2010 - Subreta, Brașov, Editura Arania
- 2011 - Biedermeier, Târgoviște, Editura Bibliotheca
- 2011 - Mehmed, Brașov, Editura Arania
- 2019 - Mița - Jurnalul intim, secret si adevărat al Mariei Suru, Brașov, Editura Arania

### Nuvele/Povestiri
- Mărgele roșii, București, Brașov, Editura Cartea Românească, 1984
- Cherry din Dover, Brașov, Editura Arania, 1992
- Zgubilici și Scândurica, Brașov, Editura Arania, 1995
- Drum spre Arania, Brașov, Editura Arania, 2005
- Ultima tinerețe a Mariei Suru, Brașov, Editura Arania, 2005
- Fantoma, Brașov, Editura Arania, 2009

### Teatru
- Revelion cu Paloma Blanca, Brașov, Editura Arania, 2003

### Versuri
- Hohote mari auzind, Brașov, Editura Arania, 1996
- Clipa de Apoi, Brașov, Editura Arania, 1999
- Continentul Whitman, Brașov, Editura Arania, 2004
- Perimetru magic, Brașov, Editura Arania, 2010
- Visul poetului unic Neum, Brașov, Editura Arania, 2013
- Statuie cu lacrimă, Brașov, Editura Arania, 2013

### Memorialistică
- Firele de iarbă ale Americii, Brașov, Editura Arania, 2004
- Apel la memorie, Brașov, Editura Arania, 2007

### Publicistică
- Zodia interogației (interviuri), Brașov, Editura Arania, 2009.